# Mapleview (Minnesota)
Pour les articles homonymes, voir Mapleview.
Mapleview est une ville américaine située dans le Comté de Mower, dans le Minnesota. Selon le recensement de 2010, sa population est de 176 habitants.

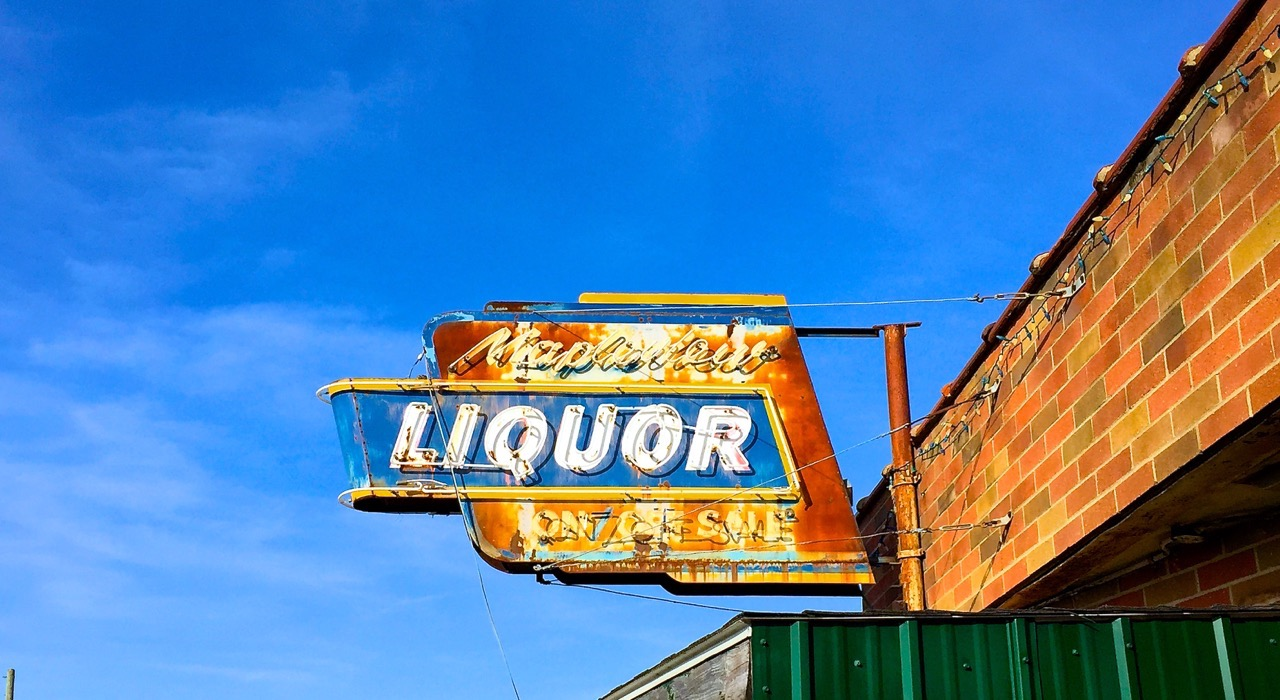
Le salon Mapleview